# Социальная политика
Социа́льная поли́тика — политика в области социального развития и социального обеспечения, система проводимых субъектом хозяйствования (обычно государством) мероприятий, направленных на улучшение качества и уровня жизни определённых социальных групп, а также сфера изучения вопросов, касающихся такой политики, включая исторические, экономические, политические, социоправовые и социологические аспекты, а также экспертизу причинно-следственных связей в области социальных вопросов.
Вместе с тем следует учитывать, что нет устоявшегося мнения относительно того, что следует понимать под выражением «социальная политика»; так, этот термин нередко используется в смысле социального администрирования по отношению к тем институционализированным (то есть закреплённым в правовом и организационном плане) социальным услугам, которые обеспечиваются государством. Такое использование термина некоторые авторы считают ошибочным.

## Определение
Чаще под социальной политикой в прикладном, практическом смысле (контексте) понимают совокупность (систему) конкретных мер и мероприятий, направленных на жизнеобеспечение населения. В зависимости от того, от кого исходят эти меры, кто их главный инициатор (субъект), различают соответствующие виды социальной политики — государственная (федеральная), региональная, муниципальная, корпоративная и т. д. В широком смысле и с научных позиций — это не столько система мер и мероприятий, сколько система взаимоотношений и взаимодействий между социальными группами, социальными слоями общества, в центре которых и главная их конечная цель — человек, его благосостояние, социальная защита и социальное развитие, жизнеобеспечение и социальная безопасность населения в целом.
Традиционными сферами социальной политики считаются следующие: образование, здравоохранение, жильё и социальное страхование (включая пенсионное обеспечение и индивидуальные социальные услуги).

## Субъекты проведения социальной политики
Обычно под «социальной политикой» понимают социальную политику, проводимую государством («государственную социальную политику»), однако в качестве субъекта проведения социальной политики могут выступать не только государства, но и другие субъекты — надгосударственные образования (в этом случае говорят о надгосударственной социальной политике), отдельные административные образования (местная, или региональная социальная политика), а также отдельные предприятия, в том числе транснациональные. «Социальная политика, формируемая и реализуемая на федеральном, региональном и местном уровне и представляющая собой целостную, взаимопроникаемую и взаимообусловленную систему, состоящую в свою очередь из частей, находящихся во взаимодействии и составляющих неразрывное единство, представляет собой триединую социальную политику».

## Государственная социальная политика
Свою социальную политику государство обычно проводит через местные и региональные органы власти.
Финансируется государственная социальная политика из государственного бюджета.
Объектами социальной политики государства обычно являются крупные социальные группы, соответствующие либо идеологическим установкам государства на данный момент, либо ценностным ориентациям общества на долговременную перспективу.
Цель социальной политики государства состоит в улучшении здоровья нации, в обеспечении достаточного дохода и социальной поддержки в определённых неблагоприятных жизненных ситуациях и, в целом, в создании для населения благоприятной социальной атмосферы в обществе.
Социальная политика является составной частью общей стратегии государства, относящейся к социальной сфере: целенаправленная деятельность по выработке и реализации решений, непосредственно касающихся человека, его положения в обществе; по предоставлению ему социальных гарантий с учетом особенностей различных групп населения страны проводимая правительством, всеми ветвями и органами власти, опирающаяся на широкую общественную поддержку социальная политика предназначена аккумулировать, фокусировать, отражать обстановку в стране и ситуацию в обществе, потребности и цели социального развития.
Социальная политика активно изучается учеными индустриально развитых стран с помощью конкретных социологических исследований. В частности, широкие исследования в этой области осуществляются в современной Германии.

## Формы реализации социальной политики
Формы реализации социальной политики различны. Одна из основных таких форм — оказание социальных услуг. Объектом получения социальных услуг могут выступать как отдельные социальные группы (обычно — имеющие определённые социальные проблемы), в отношении которых проводится социальное администрирование, так и всё население в целом.
Например, система социальной защиты безработных является неотъемлемым элементом государственной политики. Она включает в себя две системы: страхование по безработице, основанное на трудовом и страховом стаже с учетом уровня заработной платы, и социальное обеспечение для поддержания жизненного уровня, предоставляемое после проверки нуждаемости. Наиболее распространенной в развитых странах государственной программой поддержки дохода для безработных является страхование по безработице.

## Стратегия и приоритеты социальной политики
Стратегия социальной политики — это генеральное решение системы социальных проблем страны на данном конкретно-историческом этапе её развития.
При разработке и реализации социальной политики с необходимостью встаёт вопрос о социальных приоритетах, то есть социальных задачах, которые признаются обществом на данном этапе его развития наиболее настоятельными и срочными, требующими первоочередного решения. В качестве приоритетов социальной политики можно выделить:
- обеспечение человеку от рождения до старости нормальных условий жизни и развития;
- создание условий для функционирования семьи как первичной ячейки общества, особое внимание оказывать матерям;
- обеспечение экономической безопасности, надежная защита конституционных прав и свобод граждан;
- обеспечение эффективной защищенности населения: повышение качества социальной защиты населения, охрана здоровья, культуры, обеспечения жильем, улучшение демографической ситуации.

К субъектам социальной политики относятся органы законодательной и исполнительной власти различных уровней, работодатели в государственном и негосударственном секторах экономики, а также профсоюзные и иные общественные организации, которые влияют на разработку государственной социальной политики.
Выделяют следующие принципы социальной политики:
- социальной справедливости;
- социальной ответственности;
- социального партнерства;
- социальных гарантий;
- преемственности.

К задачам социальной политики относятся:
- стимулирование экономического роста и подчинение производства интересам потребления,
- усиление трудовой мотивации и деловой предприимчивости,
- обеспечение должного уровня жизни и социальной защиты населения,
- сохранение культурного и природного наследия, национального своеобразия и самобытности.

Для эффективного осуществления своих регулирующих функций государство располагает такими мощными рычагами воздействия, как законодательство страны, национальный бюджет, система налогов и пошлин.
Опыт большинства государств мира подтверждает: при всей объективной зависимости решения социальных проблем от экономического и политического положения в стране социальная политика обладает самостоятельностью, способна своими средствами содействовать повышению уровня благосостояния населения, оказывать стимулирующее влияние на стремление граждан к социальному прогрессу. В современных условиях социальная политика должна быть приоритетна для властных структур любого государства.

## Методы современной социальной политики
Методы современной социальной политики государства делятся на четыре группы:
1. Экономические: включает в себя цены, тарифы, налоги, экономические льготы, пенсии, пособия, стипендии, заработную плату, социальные выплаты всех видов и т. д.
2. Административно-распорядительные: меры разрешительного и запретительного характера, такие как выдача лицензий на какую-либо деятельность в области социального обслуживания, в среде субъектов рыночного хозяйства, запрет на продажу алкогольных напитков вблизи учебных заведений.
3. Правовые или законодательные: регулируют различные стороны деятельности подразделений потребительского комплекса национальной экономики, на основе действующих законодательных и правовых актах.
4. Идеологические: методы, направленные на формирование нравственно-этических понятий и норм общества (идеология), использующие такие категории, как «добро» и «зло», «нравственное» и «безнравственное», «хорошее» и «плохое».

## В России
- Меры социальной поддержки в Российской Федерации

Правовое обеспечение социальной политики России
Основополагающими законодательными актами, на которые опирается социальная политика России, являются:
- Конституция Российской Федерации,
- Семейный кодекс Российской Федерации,
- Гражданский кодекс Российской Федерации,
- ФЗ «О государственной социальной помощи» 1999 г. № 178,
- ФЗ «О социальной защите инвалидов» 1995 г. № 181 и др.

Конституция РФ (ст. 114) устанавливает, что Правительство Российской Федерации обеспечивает проведение в стране единой государственной политики в области культуры, науки, образования, здравоохранения, соцобеспечения, экологии.